# Chronologie de Narbonne

Blason de Narbonne

Cette chronologie de Narbonne liste les principaux évènements historiques ayant marqué l'histoire de la ville de Narbonne, en France.

## Antiquité
- La région est occupée par le peuple des Élysées, peut être des Ibères, dont la prospérité agricole et, sans doute, la facilité de vie, a donné le nom des "Champs Elysées" de la mythologie grecque de l'antiquité.
- La région est parcourue de longue date par les commerçants notamment grecs, le long de la voie "Héracléenne", allant d'Espagne en Italie. Lors de l'un de ses 12 travaux, Héraclès est réputé avoir emmené le troupeau de bœufs de Giton, depuis l'Andalousie, jusqu'en Sicile et suivant la côte méditerranéenne des actuelles Occitanie et Provence
- Les celtes des tribus Volques Arécomiques et Volques Tectossages s'installent dans la région entre le IVe et le IIIe siècle av. J.-C., les premiers autour de Nîmes, et les seconds autour de Toulouse.
- La conquête romaine du sud de la Gaule par Gnaeus Domitius Ahenobarbus, est justifiée pour défendre les alliés grecs de Massilia, menacés par des incursions des tribus celto-ligures de l'arrière-pays provençal. Après avoir repoussé les raids des celto-ligures sur la côte et les environs de Marseille, les Romains battront dans la région de Nimes une armée gauloise venue du pays Arverne pour les repousser. L'armée arverne quittera la région.
- A la fin de la conquête, les romains fondent simultanément plusieurs colonies à des postes stratégiques le long de la voie Héracléenne : Narbo Martius, (Narbonne), Tello Martius (Toulon), Fossae Marianae (Fos sur Mer).
- -118 : fondation de la colonie romaine Colonia Narbo Martius par Gnaeus Domitius Ahenobarbus[1],[2].

- -45 : deuxième déduction (refondation) par Jules César de la colonie, qui adopte le nom de Colonia Julia Narbo Martius[1].

- -27 : l'empereur Auguste séjourne à Narbonne et réorganise l'administration de la colonie, renommée Colonia Julia Paterna Narbo Martius[1].

- -22 : la colonie obtient le statut sénatorial[1].

- 11 : les Narbonnais établissent un culte au numen de l'empereur[1].

- Entre 41 et 54 : sous le règne de Claude, la colonie ajoute à ses noms celui de l'empereur, devenant Colonia Claudia Julia Paterna Narbo Martius[1].

- 145 : un grand incendie ravage une bonne partie de la ville. La générosité d'Antonin le Pieux facilite la reconstruction des édifices publics[1].

- 413 :
  - L'empereur romain usurpateur Jovin, capturé à Valence par Athaulf, roi des Wisigoths et envoyé à Narbonne, est mis à mort dans cette cité sur l'ordre de Dardanus, le préfet du prétoire des Gaules demeuré fidèle à Honorius, avec de nombreux autres nobles captifs[3].
  - Août / septembre[4] (« au temps des vendanges », selon le chroniqueur Hydace[5]) : Athaulf et ses Wisigoths entrent à Narbonne - apparemment sans difficulté ni violence[4] - où ils établissent leurs quartiers[6].

- 414 :
  - 1er janvier : mariage en grande pompe d'Athaulf, roi des Wisigoths, avec la princesse impériale romaine Galla Placidia, fille de l'empereur Théodose Ier (378-395) et demi-sœur de l'empereur Honorius (395-423)[7],[8].

- 462 : le comte romain Agrippinus (en) livre Narbonne sans combat à Théodoric II, roi des Wisigoths, au témoignage de l'évêque Hydace[9].

- 580 : le quatrième épisode de la peste justinienne débute dans le port de Narbonne[10].

## Moyen Âge
- 589 : Concile de Narbonne convoqué par le roi des Wisigoths d'Hispanie Récarède dans la partie de la Gaule qui était toujours sous domination wisigothique (la Septimanie). Il y rassemble les évêques de Narbonne (capitale de la Septimanie), de Carcassonne, d'Elne, de Maguelone, d'Agde, de Béziers, de Lodève et de Nîmes.

- 694 : Narbonne et sa région sont touchées par la peste[10].

- 719 : les Arabes s'emparent de Narbonne[1].

- 737 : les Francs, dirigés par Charles Martel, assiègent en vain Narbonne.

- 759 : les Francs, sous le commandement de Pépin le Bref, s'emparent de Narbonne sur les musulmans[1].

- 1227 : Concile provincial de Narbonne réuni par l'archevêque Pierre Amiel pour contrer l'hérésie cathare et introduire des réformes religieuses.

- 1338 : le roi Philippe VI de Valois prononce l'union des deux consulats de la ville, celui de la Cité et celui du Bourg, malgré l'opposition de l'archevêque et du vicomte[11].

- 1348 :
  - fin février / début mars : la peste noire atteint Narbonne[12].
  - 16 avril : Un arrêt crée une viguerie royale à Narbonne, détachée de celle de Béziers, à la suite d'un procès plaidé au parlement[13].

- 1355 :
  - 8, 9 et 10 novembre : les Anglais, menés par le Prince Noir dans une chevauchée qui, de Bordeaux à la Méditerranée, a ravagé le Languedoc, assiègent en vain Narbonne durant 3 jours[14].

- 1373 :
  - mars : Réunion à Narbonne des États de Languedoc, sous la présidence de Louis Ier d'Anjou.

- 1415
  - 15 août - 16 décembre : Narbonne est le théâtre de négociations diplomatiques internationales visant à résoudre le Grand Schisme d'Occident. Durant de nombreuses semaines, la ville accueille l'empereur Sigismond de Luxembourg, les ambassadeurs du concile de Constance et ceux de plusieurs princes européens, ainsi que leurs suites[15].
  - 15 août - 10 septembre : premier séjour de l'empereur Sigismond à Narbonne[16].
  - 7 novembre - 16 décembre : second séjour de l'empereur Sigismond à Narbonne[16].
  - 13 décembre : signature de la capitulation de Narbonne (ca), acte décisif dans la résolution du Grand Schisme d'Occident[15].

## Époques moderne et contemporaine
- 1658 :
  - 21 octobre - 24 mars 1659 : Réunion des États de Languedoc à Narbonne dans la Grande salle de l'Hôtel de ville[17].

- 1722
  - 8 janvier - 19 mars : Réunion des États de Languedoc dans la Grande salle de l'Hôtel de ville[18].

- 1724
  - 14 décembre - 7 février 1725 : Réunion des États de Languedoc à l'hôtel de ville

- 1726
  - 10 janvier - 2 mars : Réunion des États de Languedoc à l'hôtel de ville

- 1728
  - 16 décembre - 3 février 1729 : Réunion des États de Languedoc à l'hôtel de ville

- 1735
  - 15 décembre -3 février 1736 : Réunion des États de Languedoc à l'hôtel de ville